# 永安中心
永安中心，是位處香港島上環德輔道中211至213號及諾道中109至111號的多層大廈，1977年落成，樓高31層，為永安百貨總店及其總部（即永安國際有限公司）的所在地。

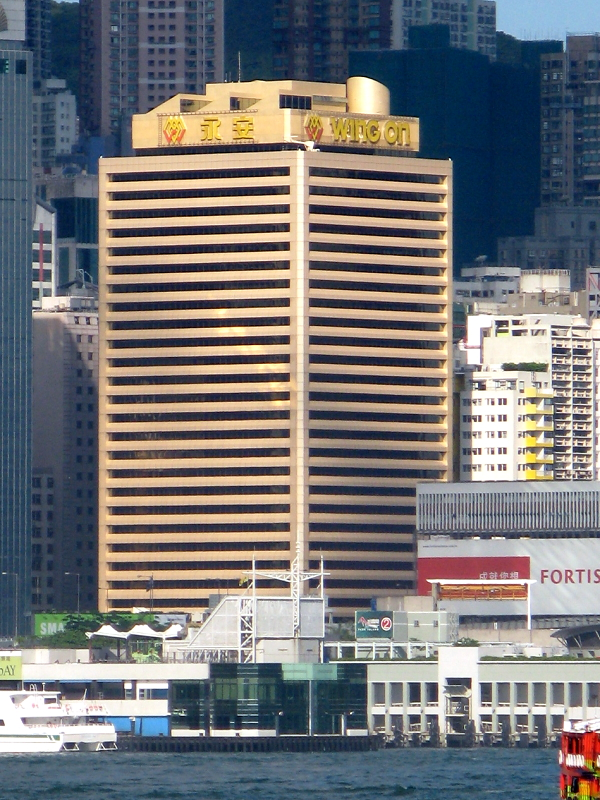
從尖沙咀眺望永安中心

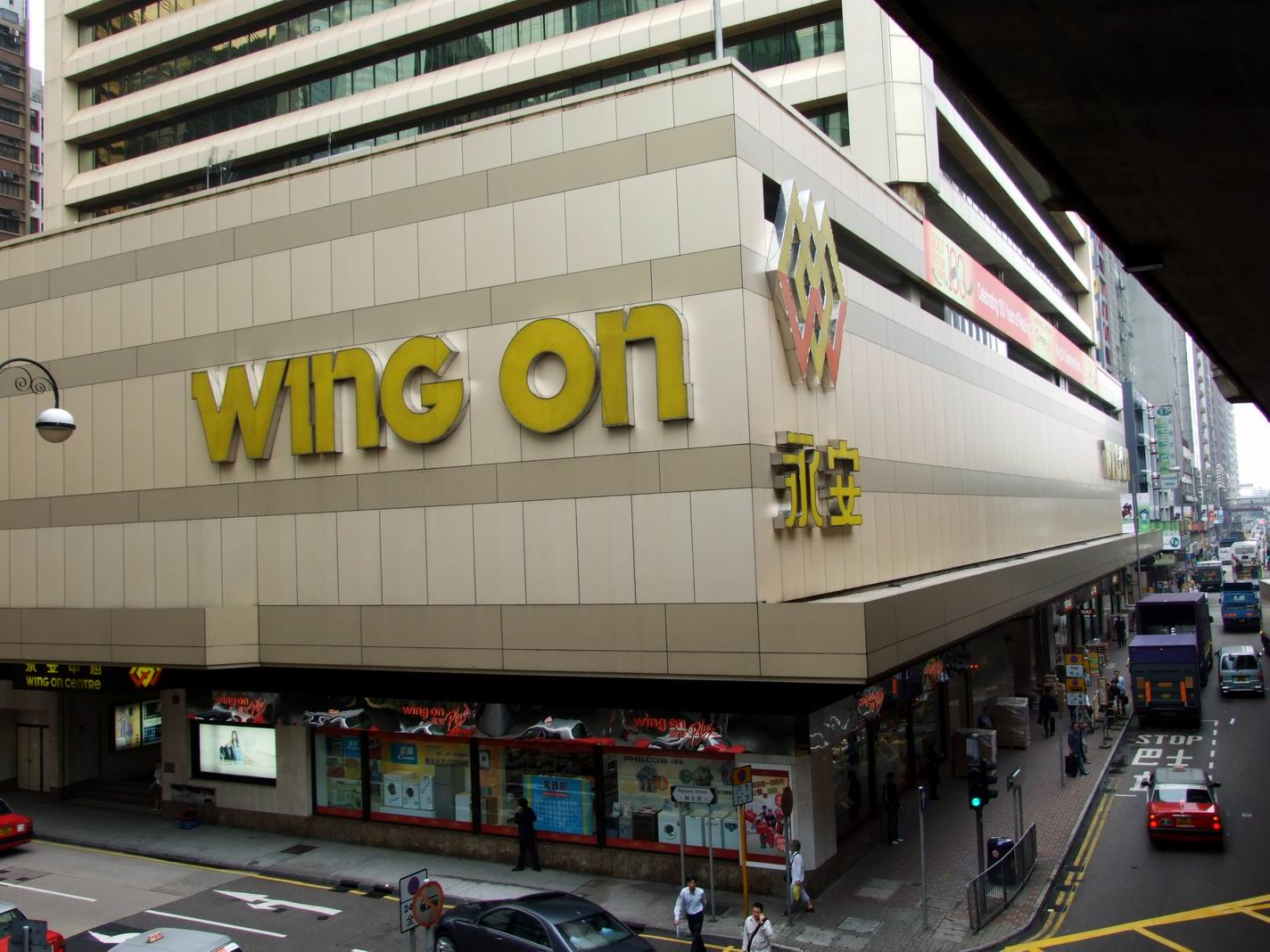
從林士街望向永安中心基層的永安百貨

永安中心基層除了永安百貨之外，還有克特勒（Kettler）健身器械專門店。上層辦公室租戶包括香港測量師學會（12樓；測量師註冊管理局亦以「一個機構兩塊匾子」方式設於上址）的會址、保險集團、地產公司、律師事務所、會計師事務所及診所等。

## 主要用戶
以下為永安中心部分用戶分佈：
- 26樓；CGU Enterprises Limited（2601室）、東京中央拍賣控股有限公司（2601-04室）、岡三國際（亞洲）有限公司（2605-07室）、富昌金融（2608-12室）
- 25樓：香港立信德豪會計師事務所有限公司
- 24樓：華富建業國際金融有限公司（2401及2412室）
- 12樓：香港測量師學會、測量師註冊管理局
- 7樓：永安國際
- 5樓：華富建業國際金融有限公司

## 鄰近
- 海港政府大樓
- 文華里
- 港澳碼頭
- 林士街
- 林士街多層停車場
- 信德中心
- 無限極廣場
- 中遠大廈
- 金龍中心

## 外部連結
维基共享资源上的相關多媒體資源：永安中心